# Medal Dżelalabadu
Medal Dżelalabadu (ang. Jellalabad Medal) – brytyjskie pamiątkowe odznaczenie wojskowe z 1842.

## Historia
Medal ustanowiony przez generalnego gubernatora George'a Edena Aucklanda 30 kwietnia 1842. Autoryzowany w szybkim tempie przez Brytyjską Kompanię Wschodnioindyjską i równie szybko wybity, żeby być gotowym do dystrybucji obrońcom triumfalnego marszu do Firozpur 14 grudnia 1842.
W celu nagradzania Europejczyków, 24 października 1842 uprawnienia medalu zostały rozszerzone za zezwoleniem Królowej.
Medale z latającą Wiktorią były wydane w celu umożliwienia wymiany nagrodzonym pierwszą wersją medalu, przede wszystkim dla Europejczyków.
Medale były przygotowane i bite w mennicy ale przez lata, wiele z nich (nie wymienionych, przetrzymywanych w mennicy) "upłynniło się".
Udowodniono, że wielu odbiorców preferowało pierwotną wersję medalu, a nowy wzór rozszedł się po świecie wśród kolekcjonerów.
Około 2596 ludzi kwalifikowało się do otrzymania tego medalu.

## Zasady nadawania
Medal nadawany za obronę Dżalalabadu, którą dowodził Sir Robert Sale pomiędzy 12 listopada 1841 a 16 kwietnia 1842.

## Opis medalu
Większość z tych medali miała wygrawerowane na grzbiecie nazwisko nagrodzonego, z wyjątkiem żołnierzy z kontyngentu, którym dowodził Shah Shujah.

### Wersja pierwsza
Srebrny medal o średnicy 1,5 cala
Awers: relief korony z legendą JELLALABAD
Rewers: inskrypcja VII. APRIL 1842

### Wersja druga
Wydana w celu częściowego zaspokojenia potrzeb krewnych po zmarłych żołnierzach.
Srebrny medal o średnicy 1,4 cala.
Awers: głowa królowej Wiktorii w koronie (chociaż jej władza w Indiach była już wątpliwa) i legenda VICTORIA VINDEX; niektóre z tych medali wydane później na awersie mają legendę: VICTORIA REGINA
Rewers: klasyczny wizerunek skrzydlatej Wiktorii, latającej ponad fortecą Jalalabad z inskrypcją JELLALABAD VII APRIL MDCCCXLII